# Riotorto (Toscane)
Riotorto est une frazione située sur la commune de Piombino, province de Livourne, en Toscane, Italie. Au moment du recensement de 2011 sa population était de 1 445 habitants.

## Géographie
Le hameau est positionné le long de la Via Aurelia et du chemin de fer Pise-Rome, à 16 km de Piombino et à environ 82 km de la ville de Livourne.

## Monuments
- Église Sant'Antonio Abate, église paroissiale[1],[2]
- Tour Mozza[1]
- Château de Vignale[1]